# ビロクシ・シャッカーズ
ビロクシ・シャッカーズ（Biloxi Shuckers）は、アメリカ合衆国ミシシッピ州ハリソン郡ビロクシに本拠地をおくマイナーリーグの野球チームである。サザンリーグでプレイするこのチームはメジャーリーグのミルウォーキー・ブルワーズ傘下AA級チームである。

## 歴史
1985年、アラバマ州ハンツビルを本拠地とする「ハンツビル・スターズ」が創設。ジョー・W・デーヴィス・スタジアムを本拠地球場としていた。
2014年にビロクシ・ベースボールが球団を買収し、ミシシッピ州ハリソン郡ビロクシへ移転。チーム名を「ビロクシ・シャッカーズ」に改名された。